# Franco Marinotti
Franco Marinotti (Vittorio Veneto, 5 giugno 1891 – Milano, 20 novembre 1966) è stato un imprenditore e dirigente d'azienda italiano.

## Biografia

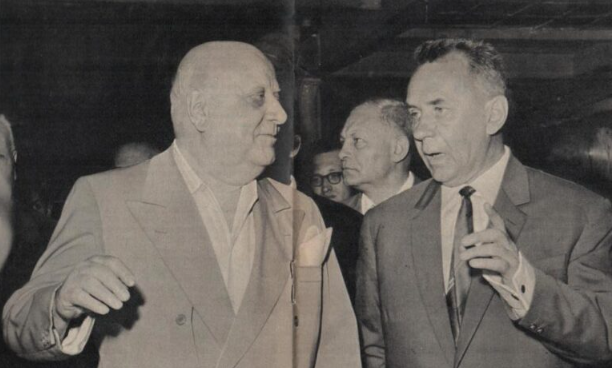
Visita del ministro sovietico Aleksej Nikolaevič Kosygin a Varedo accompagnato da Franco Marinotti

Diplomato in ragioneria, incominciò a lavorare come contabile presso un'azienda tessile di Milano, che lo inviò poi a occuparsi delle sue filiali di Varsavia e di Mosca. Qui Marinotti accumulò una notevole esperienza commerciale, che gli permise di occuparsi di commercio con la Russia anche dopo la Rivoluzione russa. Nel 1921 fu tra i promotori della Compagnia Italiana Commercio Estero, che svolgeva attività commerciale con l'URSS e con il Medio Oriente per conto di imprese manifatturiere italiane, aiutate a esportare i loro prodotti.
In tale posizione conobbe l'industriale Senatore Borletti, azionista della SNIA, che alcuni anni dopo lo chiamò proprio alla SNIA come direttore centrale. L'azienda era sostanzialmente in mano alle banche creditrici, e Marinotti ne divenne amministratore delegato, presidente e poi anche azionista.
Negli anni '30 la SNIA si integrò a monte per sfruttare le materie prime di origine nazionale (la cellulosa per la produzione della viscosa), risollevandosi dalla crisi finanziaria che l'aveva colpita. Marinotti fu un sostenitore del fascismo, ricoprendo tra l'altro la carica di vice-podestà di Milano e di podestà in carica di Torviscosa. Dopo l'8 settembre 1943 invece si allontanò politicamente da Mussolini, venendo anche arrestato dai repubblichini.
Ma nel secondo dopoguerra subì comunque un processo di epurazione, e fu condannato alla sospensione dalle cariche sociali; nonostante ciò, nel 1947 tornò alla guida della SNIA, dove rimase fin quasi alla sua morte. Mantenne un rapporto saldo con Enrico Cuccia e con Mediobanca, che entrò nel capitale dell'azienda.
È rimasto celebre l'episodio del 1954, quando il sindaco di Firenze Giorgio La Pira chiese e ottenne che il Ministro dell'interno, Fanfani, facesse ritirare il passaporto di Marinotti che si stava recando all'estero, non voleva trattare con i Sindacati e per convincerlo a ritornare sulla decisione di chiudere il Pignone, allora nell'orbita della SNIA; l'azienda fu poi rilevata dall'Eni, sempre per intervento di La Pira nei confronti di Enrico Mattei, allora Presidente dell'ENI. La nuova denominazione, a seguito dell'ingresso nel Gruppo ENI è, ancor oggi, NUOVO PIGNONE.
Franco Marinotti morì nel 1966; il suo pacchetto azionario passò al figlio Paolo, ma nel 1972 la SNIA passò sotto il controllo della Montedison e poi della Fiat.

## Archivio
La documentazione prodotta da Franco Marinotti nel corso della propria attività imprenditoriale, in particolare in qualità di direttore centrale della SNIA Viscosa, è conservata in parte a Milano presso la Snia SpA, nel fondo Snia (estremi cronologici: 1917-1999), mentre la corrispondenza relativa allo scontro che Franco Marinotti ebbe con Montanelli (1958-1973) è conservata nel fondo Indro Montanelli (estremi cronologici: 1925-2000) della Fondazione Montanelli Bassi di Firenze.